# Дитикон
Дитикон (нем. Dietikon) — город в Швейцарии, окружной центр, находится в кантоне Цюрих.
Входит в состав округа Дитикон. Население составляет 22 497 человек (на 31 декабря 2007 года). Официальный код — 0243.

## Известные жители
- Питер Фетч — архитектор, создатель уникальных подземных домов.